# 溫明
溫明，是中國古代喪禮陪葬品之一，見於《漢書·霍光傳》。東漢人曰：「東園處此器，形如方漆桶，開一面，漆畫之，以鏡置其中，以懸屍上，大殮並蓋之。」《三國志》、《晉書》、《魏書》、《南史》、《北史》中也常見溫明。甚至在《舊唐書》中也有提及。